# Grenzbetrachtung (Steuerrecht)
Unter einer Grenzbetrachtung im Steuerrecht versteht man eine vereinfachte Betrachtung einer Besteuerung, z. B. zu Verdeutlichungs- oder Lehrzwecken.
Dabei werden etwaige Freigrenzen und Freibeträge nicht berücksichtigt. Sieht die Steuerregelung einen variablen Steuersatz vor, so wählt man den maximalen Wert.
Zur Begründung dieser vereinfachten Sichtweise kann angeführt werden, dass die Relevanz der Steuerregelung mit der Bemessungsgrundlage steigt.